# 中国民主同盟天津市委员会
中国民主同盟天津市委员会，简称民盟天津市委，是中国民主同盟在天津市的地方组织。

## 历史沿革
1950年2月20日，成立中国民主同盟天津市支部临时工作委员会。1951年11月4日，召开中国民主同盟天津市第一届全体盟员大会，选举产生中国民主同盟天津市第一届支部委员会。从1958年到1966年，因天津市改为河北省省会，中国民主同盟天津市委员会也改为归属中国民主同盟河北省委员会领导。1966年文化大革命发生后，组织陷入瘫痪状态。1979年12月25日至28日，中国民主同盟天津市第三次代表大会在天津宾馆召开。选举产生中国民主同盟天津市第六届委员会，标志着市级民盟组织的恢复。

## 历届委员会

### 支部临时工作委员会
- 任期：1950年2月－1951年11月
- 主任委员：孟秋江
- 委员：孟秋江、辛毓庄、余明德、吴廷璆、叶刚侯、王振华、关静宜

### 第一届支部委员会
- 任期：1951年11月－1954年5月
- 主任委员：孟秋江
- 副主任委员：张国藩

### 第二届支部委员会
- 任期：1954年5月－1957年4月
- 主任委员：孟秋江
- 副主任委员：张国藩

### 第三届委员会
- 任期：1957年4月－1959年1月
- 主任委员：张国藩
- 副主任委员：胡毅、李何林、吴廷璆
- 秘书长：赵今声

### 河北省天津市第四届委员会
- 任期：1959年1月－1963年2月
- 主任委员：张国藩
- 副主任委员：胡毅、李何林、吴廷璆
- 秘书长：赵今声

### 河北省天津市第五届委员会
- 任期：1963年3月－1966年8月
- 主任委员：张国藩
- 副主任委员：胡毅、李何林、吴廷璆、赵今声
- 秘书长：叶刚侯

### 第六届委员会
- 任期：1979年12月－1984年2月
- 主任委员：赵今声
- 副主任委员：吴廷璆、王赣愚、王华棠、祝汝方、张远谋、黄廷贵
- 秘书长：徐景星

### 第七届委员会
- 任期：1984年2月－1988年3月
- 主任委员：赵今声
- 副主任委员：吴廷璆、王赣愚、王华棠、张远谋、祝汝方、黄廷贵、徐景星、何自强、李洪兴（1986年6月30日增补）、张述礼（1986年6月30日增补）、柏均和（1986年6月30日增补）
- 秘书长：徐景星

### 第八届委员会
- 任期：1988年3月－1992年9月
- 名誉主任委员：赵今声
- 主任委员：张远谋
- 副主任委员：吴廷璆、徐景星、何自强、张述礼、李洪兴（1991年5月4日辞任）、陶建华、刘如琦、祝汝方（1991年5月4日增补）、肖先让（1991年5月4日增补）
- 秘书长：方俊廷（1992年1月8日补选）

### 第九届委员会
- 任期：1992年9月－1997年5月
- 名誉主任委员：赵今声、张远谋、吴廷璆
- 名誉副主任委员：徐景星、祝汝方（1993年8月20日通过）
- 主任委员：王积涛
- 副主任委员：徐润达、陶建华、刘如琦、肖先让、魏继中、俞海潮（1995年12月30日增补）、柏均和（1995年12月30日增补）
- 秘书长：方俊廷

### 第十届委员会
- 任期：1997年5月－2002年5月
- 名誉主任委员：赵今声、吴廷璆、王积涛
- 名誉副主任委员：徐景星、祝汝方
- 主任委员：俞海潮
- 副主任委员：徐润达、陶建华、刘如琦、肖先让、魏继中、柏均和、盛黎明（2001年9月11日增补）
- 秘书长：方俊廷

### 第十一届委员会
- 任期：2002年5月－2008年6月
- 名誉主任委员：吴廷璆、王积涛
- 名誉副主任委员：徐景星、祝汝方
- 主任委员：俞海潮
- 副主任委员：盛黎明、柏均和、高玉葆、孙济洲、邢克智、孙敬忠、郭景平（2005年1月14日增补）

### 第十二届委员会
- 任期：2008年6月－2012年6月
- 主任委员：俞海潮 → 高玉葆（2011年6月30日当选）
- 副主任委员：盛黎明、高玉葆、孙济洲、邢克智、孙敬忠、郭景平、沈奎林

### 第十三届委员会
- 任期：2012年6月－2017年6月
- 主任委员：高玉葆
- 副主任委员：邢克智、孙敬忠、郭景平、沈奎林、郭维丽、袁直、张琪昌

### 第十四届委员会
- 任期：2017年6月－
- 主任委员：高玉葆
- 副主任委员：郭景平、沈奎林（增补）、郭维丽、袁直、张琪昌、李剑萍、丁梅